# Serena libre
El serena libre o serena sour es un cóctel preparado con pisco chileno y jugo de papaya. Fue creado durante los años 1990 en los bares de La Serena, Chile, mezclando el zumo de papaya, fruto muy cultivado en la zona de la región de Coquimbo y símbolo de la ciudad, con el pisco, principal licor producido en la zona.
Es de fácil preparación, pues contiene: 2 medidas de pisco chileno, jugo de papaya, azúcar flor a gusto y hielo, ingredientes que se baten y agitan.